# Sudare
Sudare eller snärjtång (Chorda filum) är en ettårig, lång och trådformig vattenväxande brunalg som förekommer i salt eller bräckt vatten i stora delar av norra halvklotet. 
Sudaren fäster vid underlaget med en rund fästskiva. Den trådformiga bålen är gulbrun till mörkbrun som ibland liknas vid ett kolasnöre
Sudarens bål är lång och trådformig, cirka 2–5 millimeter i diameter. I yngre exemplar är bålen klädd med små hår. Hela bålen är slemtäckt. I Sverige kan sudaren bli upp till 1,5 meter lång i östkustens bräckta vatten och några meter längre på västkusten. I England blir sudaren betydligt längre, upp till 8 meter. Det gör det lätt att trassla in sig i större tätare bestånd: arten kallas där bland annat för Dead man's rope, "död mans rep".
Sudaren växer i skyddade områden där den fäster vid stenar, grus eller andra växter. Den lever mellan vattenytan och 20 meters djup; i Sverige förekommer den mellan 1 och 5 meters djup. Den är en ettårig växt med en komplicerad livscykel som liknar den hos havssallat. Det könlösa stadiet är mikroskopiskt, medan den könliga stadiet är det som normalt uppfattas som själva plantan.

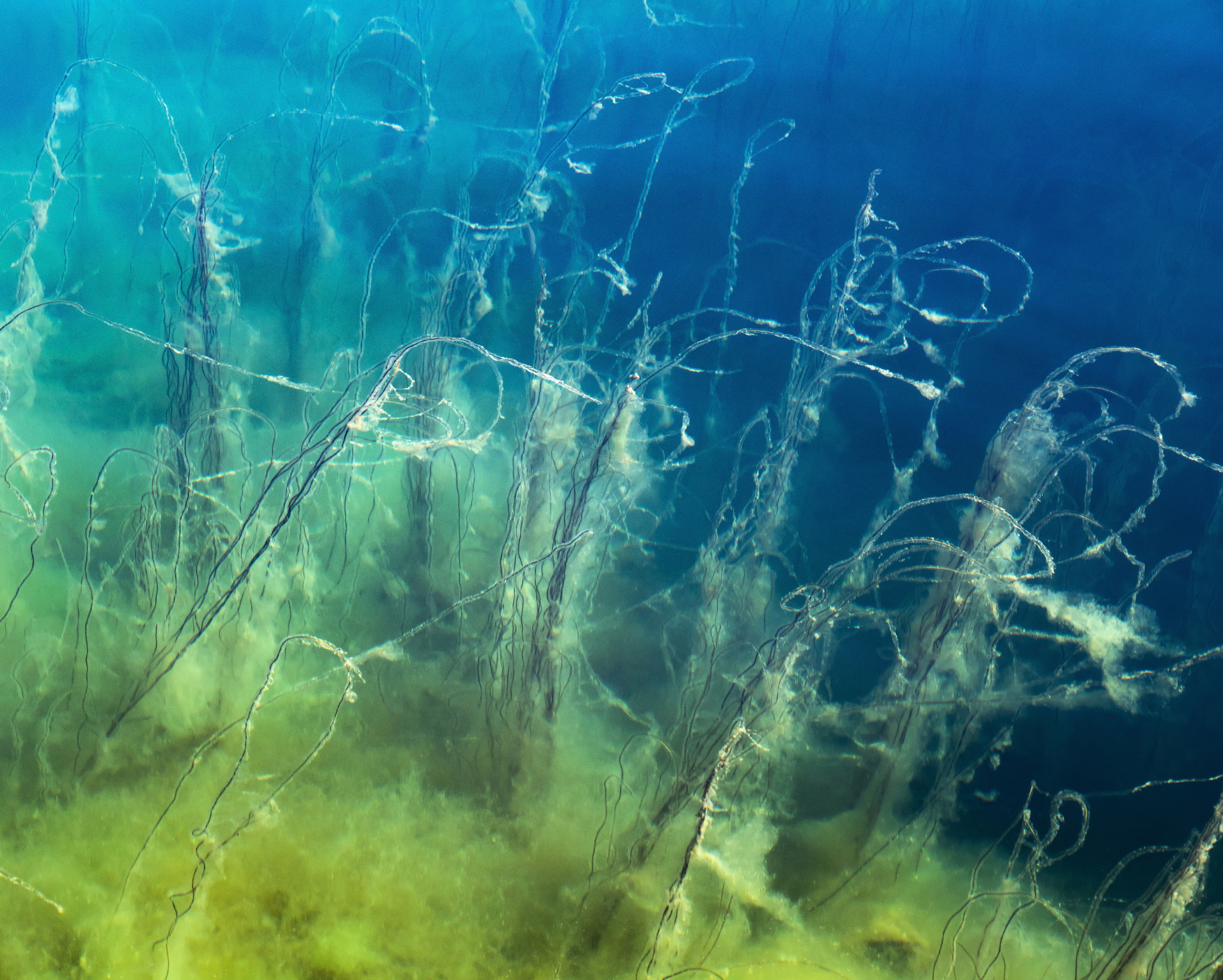
Sudare bland grönslick i Gullmarsfjorden